# فلافيو روجاس
فلافيو روجاس (بالإسبانية: Flavio Rojas)‏ هو لاعب كرة قدم تشيلي، ولد في 16 يناير 1994 في سانتياغو في تشيلي.

## وصلات خارجية
- فلافيو روجاس على موقع قاعدة بيانات كرة القدم.إي يو (الإنجليزية)
- فلافيو روجاس على موقع Soccerway.com (الإنجليزية)
- فلافيو روجاس على موقع AS.com (الإسبانية)